# Annette Kisling
Annette Kisling (* 1965 in Kassel) ist eine deutsche Fotografin und Künstlerin. Seit 2009 ist sie Professorin für Fotografie an der Hochschule für Grafik und Buchkunst Leipzig.

## Leben
Von 1985 bis 1986 belegte sie ein Studium an der Kunsthochschule Kassel, von 1986 bis 1988 an der Hochschule für Gestaltung Offenbach am Main. Von 1989 bis 1993 folgte ein Studium an der Hochschule für bildende Künste Hamburg mit einem Abschluss in visueller Kommunikation. Von 1993 bis 1995 studierte sie an der Hochschule für bildende Künste Hamburg mit dem Abschluss Master of Fine Arts.

## Werke
- Nichts meint sich selbst, Annette Kisling (Autorin), material-Vlg, 1. Juni 1993, ISBN 978-3-9802-9344-0

## Stipendien
- 2009: Scholarship by Deutsches Studienzentrum in Venedig, Venice Scholarship
- 2007: Künstlerhaus Lukas, Ahrenshoop
- 2006: Chinati Foundation’s Artist in Residence Program, Marfa, Texas
- 2006: Cité Internationale des Arts, Paris, awarded by the Berliner Senat
- 2003: Scholarship by order of the government of Hessen for Rotterdam
- 1999: Balmoral-Scholarship, Schloss Balmoral, Bad Ems, Rheinland-Pfalz
- 1996: Goldrausch Scholarship, awarded by the Berliner Senat